# Nahordnung und Fernordnung
Nahordnung und Fernordnung beschreiben Ordnungsaspekte der Anordnung der Atome oder Moleküle in Flüssigkeiten und Festkörpern. Solche Betrachtungen sind in der physikalischen Chemie und der Kristallographie bzw. der Festkörperphysik besonders relevant. Während sich die Nahordnung auf die räumliche Anordnung des nächsten, vielleicht noch übernächsten Teilchens des Stoffes bezieht, ist für eine Fernordnung eine sich wiederholende Anordnung der Teilchen über zahlreiche Wiederholungen hinweg erforderlich.

## Nahordnung
Nahordnung ist eine nur in der Nähe eines Bezugsteilchens regelmäßige Gruppierung der Teilchen. Mit der Entfernung kann die Ordnung jedoch abnehmen, das gilt beispielsweise für ein Molekül in einer Flüssigkeit oder ein Atom in einem amorphen Festkörper. Zur Beschreibung der Ordnung werden hauptsächlich die Bindungslängen und -winkel zu den nächsten Nachbarn verwendet.
Den Idealfall einer reinen Nahordnung finden wir in Flüssigkeiten, bei der die Teilchenabstände (Atom- oder Molekülabstände) konstant sind und die Bindungswinkel stark schwanken. Zum übernächsten Nachbarn gibt es nahezu keine Korrelation der Bindungswinkel mehr.
In der Natur tritt das gesamte Spektrum von Materialien zwischen reiner Nahordnung und Fernordnung auf.

## Fernordnung
Als Fernordnung bezeichnet man die regelmäßige und periodische Anordnung („bis in die Ferne“) von Molekülen oder Atomen in einem kristallinen Festkörper, insbesondere in intermetallischen Phasen.
Festkörper ohne Fernordnung, wie Glas und unterkühlte Schmelze, bezeichnet man als amorphe Festkörper. Sie verfügen nur über eine Nahordnung, ebenso wie Flüssigkeiten.
Der Aufbau realer Kristalle weicht an vielen Stellen von einer idealen Fernordnung ab. Reale Kristalle – auch Kristallite genannt – enthalten also eine Vielzahl von Kristallfehlern, ohne dabei den Charakter der Fernordnung zu verlieren.
Siehe auch Überstruktur.

## Ordnungszustände in Festkörpern
| Zustand                      | Reichweite der Ordnung           | Beispiel                 |
| ---------------------------- | -------------------------------- | ------------------------ |
| amorph (Nahordnung)          | nächste und übernächste Teilchen | Glas                     |
| nanokristallin               | Nanometer                        | Parakristall             |
| mikrokristallin              | Mikrometer                       | Quarz                    |
| polykristallin               | Millimeter                       | Polykristalliner Diamant |
| monokristallin (Fernordnung) | Zentimeter                       | monokristalline Ingots   |

## Beschreibung durch Korrelationsfunktion
Nahordnung und Fernordnung lassen sich wie folgt beschreiben durch den Typ der Korrelationsfunktion {\displaystyle G} (Zusammenhang der betrachteten Ordnungsparameter {\displaystyle \alpha } mit den Teilchenabständen {\displaystyle r}):
| Ordnung                                      | Korrelationsfunktion                                            |
| -------------------------------------------- | --------------------------------------------------------------- |
| Fernordnung bzw. langreichweitig             | {\displaystyle \lim _{r\to \infty }G({\vec {r}})\propto const.} |
| Quasi-Fernordnung bzw. quasi-langreichweitig | algebraisch: {\displaystyle G({\vec {r}})\propto r^{-\alpha }}  |
| Nahordnung bzw. kurzreichweitig              | exponentiell: {\displaystyle G({\vec {r}})\propto e^{-r/\xi }}  |

mit der Korrelationslänge {\displaystyle \xi }.